# Измельчение
Измельче́ние — процесс уменьшения размеров частиц твердого тела до требуемых размеров путём механического воздействия.

## Типы измельчения

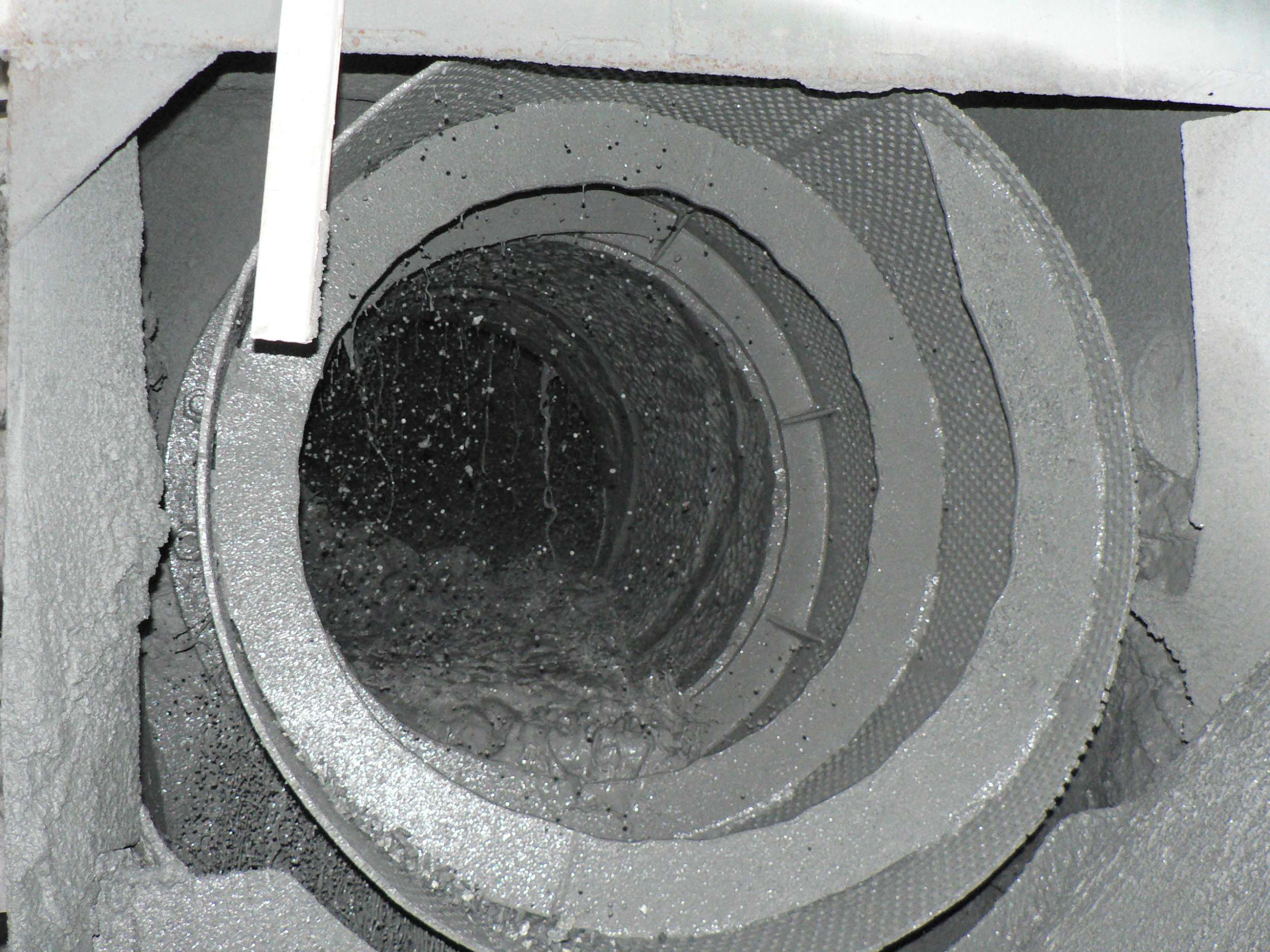
Выдача материала из шаровой мельницы

По размеру измельчённого продукта измельчение разделяют на два типа:
- Дробление: грубое (300-100 мм), среднее (100—25 мм) и мелкое (25—1 мм). Цель дробления — получение кускового продукта необходимой крупности, а также подготовка к помолу.
- Помол: грубый (1000—500 мкм), средний (500—100 мкм), тонкий (100—40 мкм) и сверхтонкий (< 40 мкм). Цель помола — увеличение дисперсности твёрдого материала, придание ему определённого гранулометрического состава и формы частиц, дезагрегирование. Граница между измельчением (помолом) и дроблением условна.

Оборудование для измельчения соответственно размеру получаемых частиц делится на дробилки и мельницы.

## Области применения
Измельчение применяется в следующих целях.
1. Улучшение однородности смесей.
2. Ускорение и повышение глубины протекания химических реакций.
3. Повышение интенсивности сочетаемых с ним других технологических процессов (перемешивание, сушка, обжиг, химические реакции);
4. Снижение применяемых температур и давлений (например, при варке стекла);
5. Улучшение физико-механических свойств и структуры материалов и изделий (твёрдые сплавы, бетон, керамика, огнеупоры и т. п.);
6. Повышение красящей способности пигментов и красителей, активности адсорбентов и катализаторов;
7. Переработка полимерных композиций, включающих высокодисперсные наполнители (например: сажу, слюду, химические волокна и др.), отходов производства, бракованных и изношенных изделий (резиновые шины, термопласты и реактопласты и др.).
8. Обогащение полезных ископаемых.